# 陸景倩
陸景倩（?—?），唐朝苏州吴县人。陆元方之子，陆象先之弟。祖父陆玄之，字又玄，豫章县尉。
陆景倩担任抚沟县丞。河南按察使毕构调查州县官员的优劣，想要一定得到实情。有官吏对他说：“某强清，某诈清，只有陆景倩是真清。”官至右臺监察御史。僧一行年轻时，曾经和与陸象先兄弟相友善，常对人说：“陆氏兄弟都有才行，古之荀、陈，无以加也。”他们被当时所如此称道。

## 子孙
- 陆溥，少府少监、平昌县男
  - 陆序，平陆令
    - 陆义举

  - 陆厚
  - 陆康，泽州刺史
    - 陆孝甄，名真，河南司录参军
      - 陆昼，监察御史

    - 陆正兴
      - 陆宾虞，字韶卿，侍御史
        - 陆龟蒙，字鲁望

    - 陆文举

  - 陆应，下邽令
    - 陆纬，殿中侍御史

  - 陆庶，福建观察使
    - 陆纵，鄮令
    - 陆综，河南府户曹参军
    - 陆绘，信州刺史
    - 陆绍，颍州刺史
      - 陆珝，校书郎

    - 陆审传，工部侍郎
      - 陆甚夷，校书郎

    - 陆𦃼之，永嘉令